# Pygaerinae
 Pygaerinae — це підродина метеликів родини Зубницеві (Notodontidae). Іноді її відносять в підродину Notodontinae.

## Класифікація
Список родів носить попередній характер, так як не всі роди зубницевих  ще призначені до підродин:
- Allata
- Caschara
- Clostera
- Coscodaca
- Ginshachia
- Gonoclostera
- Gluphisia
- Metaschalis
- Micromelalopha
- Pterotes
- Pygaera
- Rhegmatophila
- Rosama
- Spatalia